# Seepark-Grundschule
Die Seepark-Grundschule ist eine Schule am Blockdammweg 60 im Ortsteil Karlshorst des Berliner Bezirks Lichtenberg. Sie wurde am 11. Oktober 2024 eröffnet.

## Schulprofil
Die Seepark-Grundschule ist eine dreizügige modulare Grundschule mit einer Dreifelderhalle und bietet Platz für 432 Schüler. Sie wurde im Rahmen der Berliner Schulbauoffensive von der Senatsverwaltung für Stadtentwicklung, Bauen und Wohnen geplant und errichtet. Es handelt sich um eine Compartmentschule, in der in sogenannten Compartments gelernt und gearbeitet wird, die als räumliche Einheit in kleineren, flexibel nutzbaren Unterrichtsbereichen, d. h. wie kleine Schulen fungieren. Im Erdgeschoss sind Gemeinschaftseinrichtungen und übergeordnete Fachräume angeordnet, in den drei Obergeschossen befinden sich die allgemeinen Unterrichtsräume sowie weitere Fachräume und der Verwaltungsbereich.
Als Fremdsprachen werden Englisch und Französisch unterrichtet.